# J. Herschel (cráter)
J. Herschel es un gran cráter de impacto lunar de la variedad denominada llanura amurallada. Se encuentra en la parte norte de la superficie de la Luna, y por lo tanto aparece en escorzo cuando se ve desde la Tierra. El borde suroriental de J. Herschel forma parte del borde del Mare Frigoris. Al noroeste se halla el cráter Anaximandro. Alrededor del borde norte aparece una gran llanura lunar que carece de nombre. Justo al sur está el pequeño cráter Horrebow.
|  |

El brocal de este cráter se halla muy erosionado, hasta el punto de que se describe con frecuencia como "considerablemente desintegrado". El borde restante aparece como un anillo de crestas reconfiguradas por cráteres más recientes. El suelo interior es relativamente plano, pero irregular y marcado por una multitud de pequeños impactos. Los más notables de estos son los cráteres satélite C, D, K y L, que se enumeran en la tabla incluida a continuación. Horrebow A está unido al borde sur del cráter, y Horrebow se superpone al sector suroeste del brocal de J. Herschel.

## Cráteres satélite
Por convención estos elementos son identificados en los mapas lunares poniendo la letra en el lado del punto medio del cráter que está más cerca de J. Herschel.
|             | \| J. Herschel \| Coordenadas \| Diámetro \| \| ----------- \| ----------------------------- \| -------- \| \| B \| 59°54′N 38°48′O / 59.9, -38.8 \| 7 km \| \| C \| 62°18′N 39°54′O / 62.3, -39.9 \| 12 km \| \| D \| 60°24′N 38°00′O / 60.4, -38.0 \| 10 km \| \| F \| 58°48′N 35°24′O / 58.8, -35.4 \| 19 km \| \| K \| 62°54′N 39°18′O / 62.9, -39.3 \| 8 km \| \| L \| 61°00′N 40°00′O / 61.0, -40.0 \| 7 km \| \| M \| 57°18′N 32°54′O / 57.3, -32.9 \| 9 km \| \| N \| 60°00′N 32°48′O / 60.0, -32.8 \| 7 km \| \| P \| 63°30′N 32°48′O / 63.5, -32.8 \| 6 km \| \| R \| 62°30′N 30°36′O / 62.5, -30.6 \| 9 km \| |          |
| J. Herschel | Coordenadas | Diámetro |
| B           | 59°54′N 38°48′O / 59.9, -38.8 | 7 km     |
| C           | 62°18′N 39°54′O / 62.3, -39.9 | 12 km    |
| D           | 60°24′N 38°00′O / 60.4, -38.0 | 10 km    |
| F           | 58°48′N 35°24′O / 58.8, -35.4 | 19 km    |
| K           | 62°54′N 39°18′O / 62.9, -39.3 | 8 km     |
| L           | 61°00′N 40°00′O / 61.0, -40.0 | 7 km     |
| M           | 57°18′N 32°54′O / 57.3, -32.9 | 9 km     |
| N           | 60°00′N 32°48′O / 60.0, -32.8 | 7 km     |
| P           | 63°30′N 32°48′O / 63.5, -32.8 | 6 km     |
| R           | 62°30′N 30°36′O / 62.5, -30.6 | 9 km     |